# Glenea vittulata
Glenea vittulata là một loài bọ cánh cứng trong họ Cerambycidae.